# Smrt a státní pohřeb Husajna I.

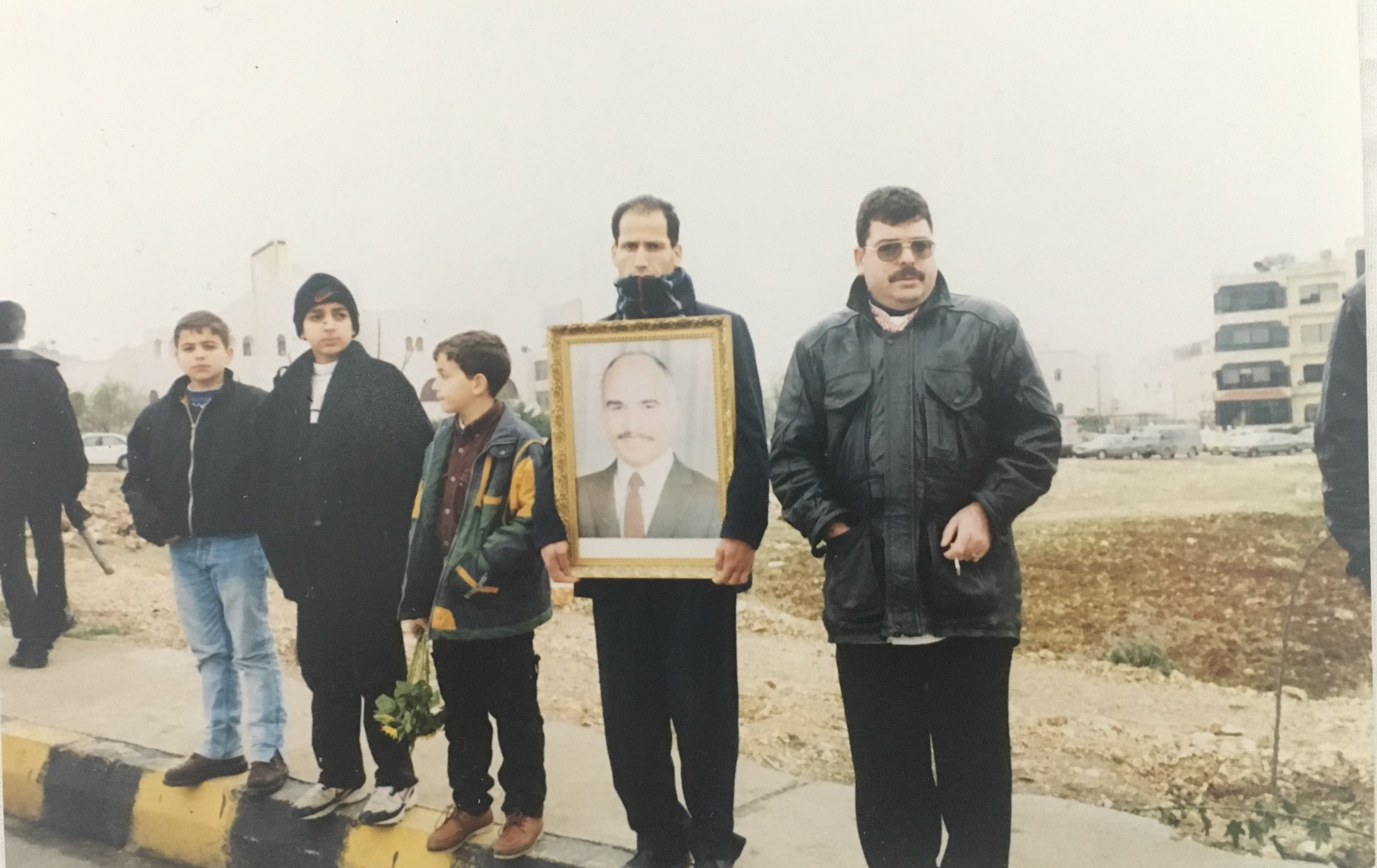

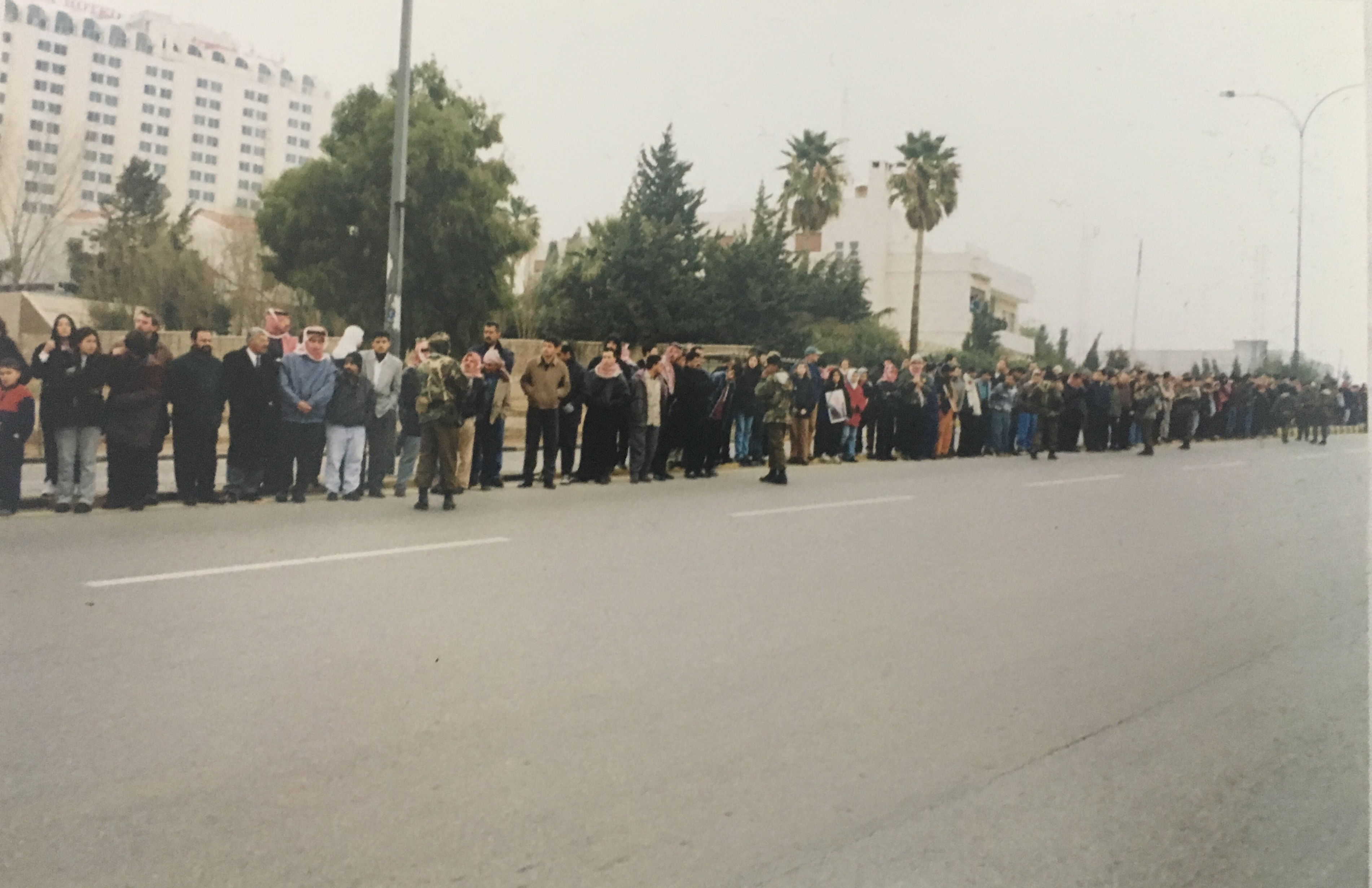

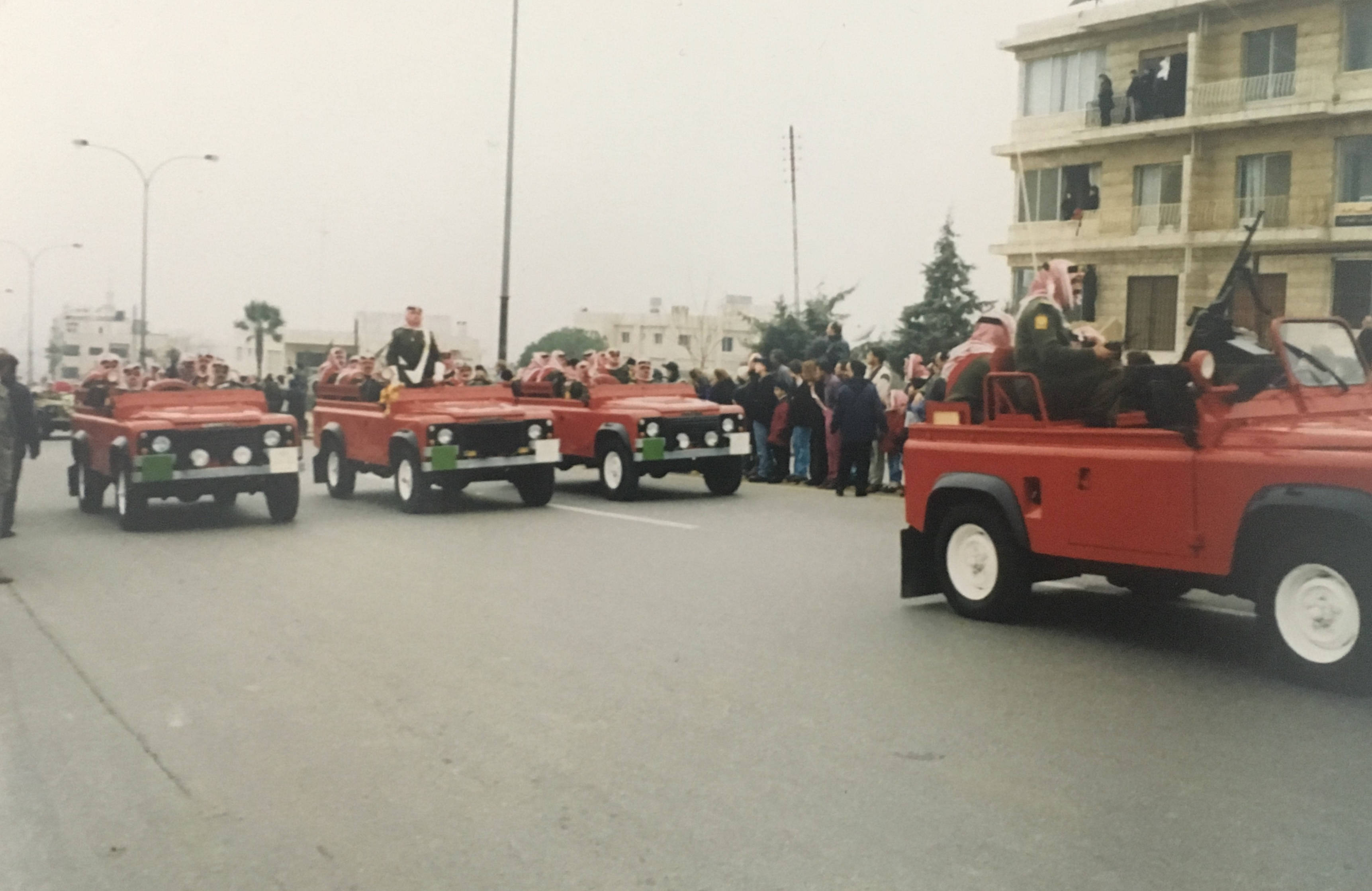

Státní pohřeb krále Husajna I. se konal v Ammánu 8. února 1999. Husajn Jordánský byl prohlášen za mrtvého 7. února 1999 v 11:43. Pohřeb byl největším shromážděním příslušníků královských rodin a světových vůdců od pohřbu Jicchaka Rabina v roce 1995. V Jordánsku byl vyhlášen čtyřicetidenní státní smutek.

## Smrt
Králi Husajnovi I. byla v červenci 1998 na klinice Mayo v Rochesteru v Minnesotě diagnostikována rakovina lymfatických žláz. Od července do prosince 1998 podstoupil šest kol chemoterapií a transplantaci kostní dřeně. Nemocnici opustil 29. prosince 1998 a 19. ledna 1999 se vrátil do Jordánska. Dne 26. ledna 1999 odletěl do USA s horečkami a špatným krevním obrazem. Lékaři na klinice Mayo u něj 27. ledna 1999 objevili nové symptomy rakoviny lymfatických žláz. Podstoupil chemoterapii a opět transplantaci kostní dřeně. Dne 5. února 1999 byl v kritickém stavu převezen z USA do Jordánska. Srdce krále Husajna se zastavilo 7. února 1999 v 11:43.

## Pohřeb
Rakev s Husajnovými ostatky nejdříve odvezl konvoj vozidel z paláce Báb as-Salám, který byl panovníkovou soukromou rezidencí, do zhruba 14 kilometrů vzdáleného hlavního královského palácového areálu v centru Ammánu, kde byla rakev v paláci Raghadan vystavena v korunním sálu tak, aby byla tváří obrácena k Mekce, která je pro muslimy nejposvátnějším místem.
Poté, co Husajnovi naposledy projevili úctu jordánští i zahraniční činitelé, byla rakev převezena na lafetě děla do mešity Hamzá bin Abdal Mutálib, vzdálené od paláce Raghadan zhruba 400 metrů. V pohřebním průvodu, který šel za rakví, byla královská rodina, vysoce postavení jordánští činitelé a desítky zahraničních hostů. V mešitě pak následovaly modlitby a na nedalekém hřbitově bylo Husajnovo tělo, zabalené do bílého plátna, vyzvednuto z rakve a pochováno.
V ulicích města, kde konvoj vozidel přepravoval rakev s Husajnovými ostatky, se shromáždilo na 800 000 obyvatel.

## Následnictví
Sedmatřicetiletý Abdalláh II. 7. února 1999 ve 14:00 SEČ přísahal před jordánským parlamentem věrnost ústavě Jordánského hášimského království a stal se tak novým jordánským králem. Abdalláh II. slíbil, že bude pokračovat v politice svého otce. Novinářům sdělil, že bude podporovat proces demokratické transformace, svobody projevu a rozvíjení občanských institucí a že zůstane u tradiční politiky k mírovému procesu a k Iráku; vyloučil přitom okamžitou „rehabilitaci iráckého režimu“.